# Городец (Монастырщинский район)
Городец — деревня в Монастырщинском районе Смоленской области России. Входит в состав Новомихайловского сельского поселения. Население — 21 житель (2007 год). 
Расположена в западной части области в 16 км к западу от Монастырщины, в 55 км западнее автодороги А141 Орёл — Витебск, на берегу реки Молоховка. В 57 км восточнее деревни расположена железнодорожная станция Энгельгардтовская на линии Смоленск — Рославль. 

## История
В годы Великой Отечественной войны деревня была оккупирована гитлеровскими войсками в июле 1941 года, освобождена в сентябре 1943 года.